# VfL 93 Hamburg
Der VfL 93 Hamburg ist mit rund 2.000 Mitgliedern der größte Sportverein in Hamburg-Winterhude. Die größten sportlichen Erfolge der Vereinsgeschichte waren der deutsche Meistertitel im Feldhandball der Frauen 1958 sowie der Deutsche Jugendmeistertitel 1971 im Zweier Rennkajak der männlichen A-Jugend über die Langstrecke von 6.000 Meter. Die Fußballmannschaft des „Vereins für Leibesübungen“ (VfL) spielte bis zu ihrem Rückzug 2014 in der sechstklassigen Hamburger Landesliga und seit 2017 in der Bezirksliga. Im Badminton spielte der VfL 93 bis 2012 in der Bundesliga.

## Geschichte
Der Verein wurde 1893 als Freie Turnerschaft Hamburg gegründet und 1905 in Arbeiterschlagballverein Unermüdet Hamburg umbenannt. Von 1921 an hieß der Verein VfB 1905 Hamburg, bevor er im Jahr 1926 den Namen VfL 1905 Hamburg annahm. Während des Nationalsozialismus musste der als Arbeiterverein bekannte VfL aufgelöst werden. Nach dem Zweiten Weltkrieg wurde der Verein im Jahr 1945 als VfL 05 Hamburg wiedergegründet und erhielt 1947 seinen heutigen Namen. Die größten Erfolge in der Nachkriegszeit waren der deutsche Meistertitel im Frauenfeldhandball 1958 sowie der Deutsche Jugendmeistertitel 1971 im Zweier Rennkajak der männlichen A-Jugend über die Langstrecke von 6.000 Meter. 1993 entstand bei einem Bombenanschlag auf das Vereinsgebäude des VfL 93 am Borgweg ein Sachschaden von rund 100 000 D-Mark.

## Fußballabteilung
Nach dem Zweiten Weltkrieg traten die Winterhuder in der Hammoniastaffel an. Später spielte der VfL 93 Hamburg bis Anfang der 1990er Jahre in unteren Amateurligen. Der sportliche Aufstieg begann in der Saison 1988/89, als der Verein unter Trainer Bert Ehm in der Bezirksliga Nord die Meisterschaft holte und in die Landesliga aufstieg. Mit Arzneimittel-Unternehmer Günter Wolf, der früher selbst beim VfL 93 spielte, unterstützte ein Mäzen die Mannschaft. Nach nur einer Saison in der Landesliga stieg der Verein sofort in die Verbandsliga auf. Auch hier wurde der VfL auf Anhieb Meister, machte allerdings von seinem Aufstiegsrecht keinen Gebrauch. Dies änderte sich 1991/92, als der Verein bei Punktgleichheit und der um ein Tor schlechteren Tordifferenz Vizemeister hinter dem SV Lurup wurde. So konnte der Verein nun erstmals in die damals drittklassige Oberliga Nord aufsteigen, die 1994 zur Regionalliga Nord wurde. Das erste Jahr in der Drittklassigkeit brachte dank der besseren Tordifferenz den 11. Platz, der für den Klassenerhalt benötigt wurde. Diese Platzierung konnte im Folgejahr bestätigt werden. Auch in der neuen Regionalliga Nord konnte sich der Verein im ersten Jahr mit einem 12. Platz behaupten. In der Folgesaison folgte der Abstieg in die Oberliga, woraufhin wieder der sofortige Wiederaufstieg folgte. So spielte der Verein in der Saison 1997/98 wieder in der drittklassigen Regionalliga, in der er rein sportlich den Klassenerhalt geschafft hatte, sich dann aber aus finanziellen Gründen freiwillig in die fünftklassige Verbandsliga Hamburg zurückzog. Die 1990er Jahre waren die erfolgreichste Zeit der Fußballer vom Borgweg. Diese Ära war geprägt von Spielern wie Otto Addo, Jürgen Degen, Bastian Reinhardt und vielen anderen. Zuschauerzahlen im vierstelligen Bereich waren zu dieser Zeit keine Seltenheit am Borgweg. Der VfL war sportlich auf Augenhöhe mit norddeutschen Größen wie Eintracht Braunschweig (1994/95: 3:2-Sieg am Borgweg und 0:0 in Braunschweig; 1995/96: 2:2 in Braunschweig), Hannover 96 (2:3-Niederlage am Borgweg), Holstein Kiel (1994/95: 2:1-Sieg am Borgweg; 1995/96: 3:2-Sieg in Kiel und 0:0 am Borgweg; 1996/97: 4:0-Sieg in Kiel und 3:0-Sieg am Borgweg), VfB Lübeck (1994/95: 3:3 am Borgweg; 1997/98: 1:1 am Borgweg) und VfL Osnabrück (1994/95: 2:1-Sieg am Borgweg). Den Hamburger Pokal konnte der VfL 93 in seiner Blütezeit trotz dreier Finalteilnahmen nicht gewinnen. Man verlor im Finale 1990 und 1994 jeweils knapp nach Verlängerung gegen den SC Victoria Hamburg bzw. Altona 93. 1997 war man noch näher dran, als man erst im Elfmeterschießen gegen die Amateure des Hamburger SV verlor.

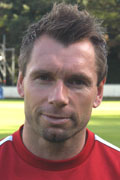
Bernd Hollerbach führte den VfL 93 in der Saison 2005/2006 zum Meistertitel in der Hamburg-Liga

Nach dem sofortigen Abstieg aus der Verbands- und dem sofortigen Wiederaufstieg aus der Landesliga etablierte sich der VfL zunächst im tabellarischen Mittelfeld der Verbandsliga. Zur Saison 2005/06 gelang dem Verein ein großer Coup: Der langjährige HSV-Profi Bernd Hollerbach wurde als Trainer am Borgweg vorgestellt. Unter Hollerbach erreichte der Verein 2006 die Meisterschaft und den Aufstieg in die Oberliga Nord. Hollerbach wechselte anschließend zum VfB Lübeck in die Regionalliga Nord. Sein Nachfolger wurde die HSV-Legende Peter Nogly. In der ersten Saison seit Jahren in der Oberliga reichte es für die Borgwegler nur zu einigen Achtungserfolgen, wie etwa dem 1:0-Sieg gegen den SV Meppen und dem 2:1-Erfolg beim VfR Neumünster. Da sich der Abstieg trotz einiger Achtungserfolge und ein finanzieller Rückzug des Hauptsponsors Schweinske abzeichnete, verzichtete der Verein auf die Lizenz für die kommende Spielzeit, sodass der Abstieg in die Hamburg-Liga (Verbandsliga) bereits vor Saisonende feststand. Am Ende erreichte man den vorletzten Tabellenplatz, konnte im Hamburger Pokal aber immerhin das Finale erreichen, welches man dann allerdings mit 0:1 gegen den SC Victoria verlor, sodass dem Verein auch im vierten Anlauf die erste DFB-Pokalteilnahme verwehrt blieb. Ex-Profi Daniel Sager, der 2007 seine aktive Laufbahn als Spieler beim VfL 93 beendete, übernahm im Anschluss an die Saison 2006/2007 das Traineramt von Peter Nogly. Im ersten Jahr konnte sich die überwiegend aus jungen, in der eigenen Jugend ausgebildeten Spielern zusammengesetzte Truppe, welche von vielen als Abstiegskandidat gehandelt wurde, in der Liga halten. In der Saison 2008/09 stieg der Verein dann aber erneut ab, diesmal in die sechstklassige Landesliga. Sager übernahm das Traineramt beim SC Concordia Hamburg und nahm gleich viele der Akteure vom VfL mit. In der Saison 2009/10 setzte sich die sportliche Talfahrt des Vereins fort. Als Tabellenletzter der Landesliga Hammonia stieg der VfL 93 nach 22 Jahren wieder in die siebtklassige Bezirksliga ab. Im Jahre 2013 gelang der Wiederaufstieg in die Landesliga. In der Saison 2013/14 wurde der VfL 93 auf Anhieb Meister der Landesligastaffel Hammonia und stieg damit sportlich in die Oberliga auf. Wenige Tage nach Saisonende gab der Verein jedoch seinen Rückzug aus den oberen Spielklassen des Hamburger Fußballs bekannt und meldete seine 1. Mannschaft in der Spielzeit 2014/15 nur für die Kreisklasse.
Aus dieser stieg die Mannschaft prompt auf und wurde 2017 Vizemeister der Kreisliga. Dort gelang der direkte Durchmarsch in die Bezirksliga, in der das Team mit Ausnahme der Saison 2019/20, als es noch einmal in die Kreisliga herunter ging, spielt.
Das Reserveteam des VfL 93 spielte nach dem Aufstieg 2016 wieder in der Kreisliga; es hatte seine erfolgreichste Phase in den Jahren 2000 bis 2007, als es ununterbrochen in der Bezirksliga spielte. Am Ende der Saison 2022/23 stieg das Reserveteam des VfL 93 als Meister der Kreisliga in die Hamburger Bezirksliga Ost auf und spielt nun klassengleich mit der ersten Mannschaft des Vereins, die in der Bezirksliga Nord aktiv ist.
Seit der Saison 2021/22 sind im VfL 93 vier Herrenmannschaften im Spielbetrieb angemeldet. Neben den beiden Bezirksligateams spielt die dritte Herren des Vereins seit einigen Jahren in der Kreisklasse.
Die 2021 neu gegründete vierte Herren des VfL 93 konnte am Ende ihrer ersten Saison 2021/22 als Tabellendritter ebenfalls in die Kreisklasse aufsteigen.
Zur Saison 2023/24 wurden erstmals zwei U12-Mädchenmannschaften für den Spielbetrieb angemeldet.

## Platzierungen der Fußballabteilung
| Saison  | Liga                                | Spielklasse | Sp. | S  | U  | N  | Tore   | Pkt.  | Platz/von | Bemerkung                                 |
| ------- | ----------------------------------- | ----------- | --- | -- | -- | -- | ------ | ----- | --------- | ----------------------------------------- |
| 1955/56 | Bezirksklasse Alster                | 4. Liga     | 22  | 14 | 5  | 3  | 76:38  | 33-11 | 2/12      |                                           |
| 1973/74 | Landesliga Hamburg                  | 3. Liga     | 30  | 9  | 8  | 13 | 48:61  | 26-34 | 11/16     | Abstieg durch Ligareform                  |
| 1974/75 | Landesliga Hamburg                  | 4. Liga     | 30  | 7  | 5  | 18 | 39:65  | 19-41 | 15/16     | Abstieg                                   |
| 1986/87 | Bezirksliga Nord                    | 6. Liga     | 30  | 14 | 5  | 11 | 67:51  | 33-27 | 6/16      |                                           |
| 1987/88 | Bezirksliga Nord                    | 6. Liga     | 30  | 13 | 7  | 10 | 55:48  | 33-27 | 5/16      |                                           |
| 1988/89 | Bezirksliga Nord                    | 6. Liga     | 30  | 23 | 5  | 2  | 85:28  | 51-9  | 1/16      | Aufstieg                                  |
| 1989/90 | Landesliga Hansa                    | 5. Liga     | 30  | 20 | 6  | 4  | 85:45  | 46-14 | 1/16      | Aufstieg                                  |
| 1990/91 | Verbandsliga Hamburg                | 4. Liga     | 30  | 18 | 8  | 4  | 86-45  | 44-16 | 1/16      | Verzicht auf Aufstieg                     |
| 1991/92 | Verbandsliga Hamburg                | 4. Liga     | 30  | 18 | 10 | 2  | 75:23  | 46-14 | 2/16      | Aufstieg                                  |
| 1992/93 | Oberliga Nord                       | 3. Liga     | 30  | 10 | 6  | 14 | 45:50  | 26-34 | 11/16     |                                           |
| 1993/94 | Oberliga Nord                       | 3. Liga     | 30  | 7  | 13 | 10 | 35:42  | 27-33 | 11/16     |                                           |
| 1994/95 | Regionalliga Nord                   | 3. Liga     | 34  | 8  | 16 | 10 | 31:40  | 32-36 | 12/18     |                                           |
| 1995/96 | Regionalliga Nord                   | 3. Liga     | 34  | 9  | 9  | 16 | 39-51  | 36    | 16/18     | Abstieg                                   |
| 1996/97 | Oberliga Hamburg/Schleswig-Holstein | 4. Liga     | 30  | 19 | 8  | 3  | 77:25  | 65    | 1/16      | Aufstieg                                  |
| 1997/98 | Regionalliga Nord                   | 3. Liga     | 34  | 12 | 4  | 18 | 51-78  | 40    | 11/18     | freiwilliger Rückzug                      |
| 1998/99 | Verbandsliga Hamburg                | 5. Liga     | 30  | 1  | 6  | 23 | 28:87  | 9     | 16/16     | Abstieg                                   |
| 1999/00 | Landesliga Hammonia                 | 6. Liga     | 30  | 21 | 7  | 2  | 85:29  | 70    | 1/16      | Aufstieg                                  |
| 2000/01 | Verbandsliga Hamburg                | 5. Liga     | 30  | 9  | 9  | 12 | 61:67  | 36    | 9/16      |                                           |
| 2001/02 | Verbandsliga Hamburg                | 5. Liga     | 30  | 8  | 11 | 11 | 46:54  | 35    | 11/16     |                                           |
| 2002/03 | Verbandsliga Hamburg                | 5. Liga     | 30  | 12 | 6  | 12 | 50:59  | 42    | 7/16      |                                           |
| 2003/04 | Verbandsliga Hamburg                | 5. Liga     | 30  | 12 | 4  | 14 | 68:67  | 40    | 8/16      |                                           |
| 2004/05 | Verbandsliga Hamburg                | 5. Liga     | 34  | 16 | 4  | 14 | 69:68  | 52    | 8/18      |                                           |
| 2005/06 | Verbandsliga Hamburg                | 5. Liga     | 34  | 18 | 10 | 6  | 51:36  | 64    | 1/18      | Aufstieg                                  |
| 2006/07 | Oberliga Nord                       | 4. Liga     | 34  | 7  | 5  | 22 | 24:62  | 26    | 17/18     | Abstieg                                   |
| 2007/08 | Hamburg-Liga                        | 5. Liga     | 34  | 11 | 10 | 13 | 55:53  | 43    | 11/18     |                                           |
| 2008/09 | Oberliga Hamburg                    | 5. Liga     | 34  | 9  | 3  | 22 | 43:75  | 30    | 15/18     | Abstieg                                   |
| 2009/10 | Landesliga Hammonia                 | 6. Liga     | 30  | 5  | 4  | 21 | 41:90  | 19    | 16/16     | Abstieg                                   |
| 2010/11 | Bezirksliga Nord                    | 7. Liga     | 30  | 9  | 5  | 16 | 48:64  | 32    | 12/16     |                                           |
| 2011/12 | Bezirksliga Nord                    | 7. Liga     | 30  | 18 | 7  | 5  | 59:28  | 61    | 4/16      |                                           |
| 2012/13 | Bezirksliga Nord                    | 7. Liga     | 28  | 21 | 6  | 1  | 86:20  | 69    | 1/16      | Aufstieg                                  |
| 2013/14 | Landesliga Hammonia                 | 6. Liga     | 30  | 19 | 5  | 6  | 82:41  | 62    | 1/16      | freiwilliger Rückzug                      |
| 2014/15 | Kreisklasse 7                       | 9. Liga     | 22  | 14 | 4  | 4  | 73:36  | 46    | 3/12      |                                           |
| 2015/16 | Kreisklasse 7                       | 9. Liga     | 30  | 25 | 4  | 1  | 129:22 | 79    | 1/16      | Aufstieg                                  |
| 2016/17 | Kreisliga 5                         | 8. Liga     | 28  | 22 | 2  | 4  | 89:29  | 68    | 2/15      | Aufstieg                                  |
| 2017/18 | Bezirksliga Nord                    | 7. Liga     | 30  | 7  | 4  | 19 | 51:97  | 25    | 15/16     |                                           |
| 2018/19 | Bezirksliga Nord                    | 7. Liga     | 30  | 7  | 8  | 15 | 40:63  | 29    | 14/16     | Abstieg                                   |
| 2019/20 | Kreisliga 5                         | 8. Liga     | 22  | 16 | 2  | 4  | 87:31  | 50    | 1/16      | Aufstieg                                  |
| 2020/21 | Bezirksliga Nord                    | 7. Liga     | 2   | 2  | 0  | 0  | 8:2    | 6     | 7/17      | Saisonabbruch wegen der COVID-19-Pandemie |
| 2021/22 | Bezirksliga 3                       | 7. Liga     | 20  | 10 | 4  | 6  | 47:42  | 34    | 4/11      |                                           |
| 2022/23 | Bezirksliga Nord                    | 7. Liga     | 28  | 8  | 8  | 12 | 53:69  | 32    | 10/15     |                                           |
| 2023/24 | Bezirksliga Nord                    | 7. Liga     | 30  | 11 | 6  | 13 | 60:60  | 39    | 10/16     |                                           |

## Stadion
Der VfL 93 Hamburg trägt seine Heimspiele im 1930 erbauten Borgweg-Stadion aus. Seit dem Umbau im Jahr 2001 bietet das früher 8.000 Zuschauer fassende Stadion 3.500 Plätze. Zu Regionalligazeiten waren hohe Besucherzahlen im vierstelligen Bereich keine Seltenheit. Die treuesten Anhänger des Vereins sind „Die treuen 93er“, die trotz der sportlichen Talfahrt bei nahezu jedem Spiel dabei sind.
Das Stadion befindet sich in unmittelbarer Nähe der U-Bahn-Station Borgweg im Hamburger Stadtpark; es ist mit der U-Bahn-Linie U3 oder dem Bus erreichbar.
In unmittelbarer Stadionnähe befinden sich drei Trainingsrasenplätze. Ein weiterer Trainingsplatz befindet sich in der Meerweinstraße (seit 2015 Kunstrasen, davor Ascheplatz). Dieser wird in erster Linie von den Jugendmannschaften benutzt.
Das Borgweg-Stadion wurde im Jahre 2022 zu einem Kunstrasenplatz umgebaut. Im Jahre 2023 wurde eine neue Flutlichtanlage installiert. Bis auf die dritte Herrenmannschaft, die an der Meerweinstraße beheimatet ist, spielen alle Herrenmannschaften des VfL 93 im Borgweg-Stadion.

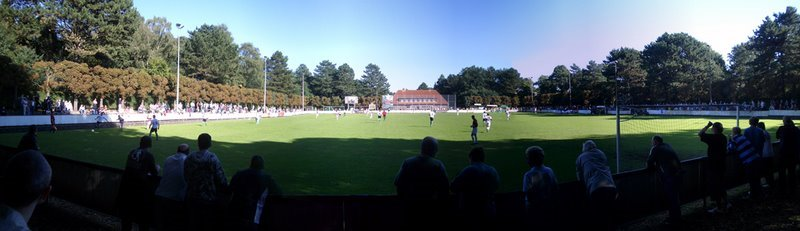
Spiel in der Oberliga Nord zwischen VfL 93 und Altona 93 im Borgweg-Stadion vor über 500 Zuschauern

## Bekannte ehemalige Spieler
- Otto Addo, 98 Spiele (11 Tore) in der 1. Bundesliga für Borussia Dortmund (75 Spiele, 11 Tore), den FSV Mainz 05 (19 Spiele) und den Hamburger SV (4 Spiele); 30 Spiele (7 Tore) in der 2. Bundesliga für Hannover 96. Deutscher Meister und UEFA-Cup-Finalist 2002 mit Borussia Dortmund. 15 Länderspiele (2 Tore) für Ghana, darunter 2 WM-Spiele.
- Walter Laubinger, 10 Spiele (1 Tor) in der 1. Bundesliga für den Hamburger SV; 4 Spiele in der 2. Bundesliga für die SpVgg Bayreuth. DFB-Pokalsieger 1987 und Vizemeister mit dem Hamburger SV. U15-U20 Juniorennationalspieler für Deutschland. U16-Europameister.
- Jürgen Degen, 19 Spiele (5 Tore) in der 1. Bundesliga für den 1. FC Kaiserslautern; 31 Spiele (3 Tore) in der 2. Bundesliga für Fortuna Düsseldorf (24 Spiele, 2 Tore) und Hannover 96 (7 Spiele, 1 Tor)
- Marinus Bester, 52 Spiele (5 Tore) in der 1. Bundesliga für den SV Werder Bremen (15 Spiele), den Hamburger SV (32 Spiele, 5 Tore) und den FC Schalke 04 (5 Spiele). Sieger des Europapokals der Pokalsieger 1992 und DFB-Pokalsieger 1991 und 1994 mit dem SV Werder Bremen.
- Bastian Reinhardt, 166 Spiele (12 Tore) in der 1. Bundesliga für Arminia Bielefeld (34 Spiele, 3 Tore) und den Hamburger SV (132 Spiele, 9 Tore); 123 Spiele (9 Tore) in der 2. Bundesliga für Hannover 96 (58 Spiele, 4 Tore) und Arminia Bielefeld (65 Spiele, 5 Tore).
- Frank Böse, 8 Spiele in der 1. Bundesliga und 1 Spiel in der 2. Bundesliga für den FC St. Pauli.
- Jörn Schwinkendorf, 23 Spiele in der 1. Bundesliga für Fortuna Düsseldorf (18 Spiele) und den SC Freiburg (5 Spiele); 179 Spiele (8 Tore) in der 2. Bundesliga für den FC St. Pauli (41 Spiele, 2 Tore), Wuppertaler SV (31 Spiele, 3 Tore), 1. FC Saarbrücken (24 Spiele), VfB Lübeck (31 Spiele), SC Freiburg (21 Spiele, 3 Tore), SV Waldhof Mannheim (9 Spiele) und den VfL Osnabrück (22 Spiele). Spielte auch in England für Cardiff City.
- Carsten Wittiber, 5 Spiele in der DDR-Oberliga für den 1. FC Magdeburg.
- Oliver Schweißing, 40 Spiele (1 Tor) in der 1. Bundesliga für den FC St. Pauli; 40 Spiele in der 2. Bundesliga für den FC St. Pauli (19 Spiele, 3 Tore) und den VfB Lübeck (21 Spiele, 3 Tore).
- Henning Hardt, Holstein Kiel-Legende.
- Oliver Möller, 1 Spiel in der 1. Bundesliga für den Hamburger SV.
- Artur Maxhuni, 11 Spiele (1 Tor) in der 2. Bundesliga mit dem FC St. Pauli. 1 Länderspiel für Albanien.
- Daniel Sager, 5 Spiele in der 2. Bundesliga mit dem FC St. Pauli. Spielte auch für den SV Waldhof Mannheim und die Stuttgarter Kickers.
- Oliver Lüttkenhaus, 4 Spiele in der 1. Bundesliga mit dem Hamburger SV; 15 Spiele in der 2. Bundesliga mit dem VfL Wolfsburg.
- Peter Wiehle, 8 Spiele in der 2. Bundesliga mit Eintracht Braunschweig.
- Klaus Ottens, 67 Spiele (8 Tore) in der 1. Bundesliga und 31 Spiele (6 Tore) in der 2. Bundesliga für den FC St. Pauli.
- Uwe Eckel, 12 Spiele in der 1. Bundesliga für den Hamburger SV (10 Spiele) und den 1. FC Kaiserslautern (2 Spiele); 35 Spiele (8 Tore) in der 2. Bundesliga für Hannover 96.
- Michael Schröder, 190 Spiele (23 Tore) in der 1. Bundesliga für den Hamburger SV (118 Spiele, 19 Tore) und den VfB Stuttgart (72 Spiele, 4 Tore); 21 Spiele (2 Tore) in der 2. Bundesliga für Tennis Borussia Berlin.
- Carsten Wehlmann, 74 Spiele in der 2. Bundesliga für den FC St. Pauli (52 Spiele), Hannover 96 (3 Spiele) und den VfB Lübeck (19 Spiele).
- Davor Celic, 4 Spiele in der ersten finnischen Veikkausliiga für den AC Oulu. Spielte auch in der ersten und zweiten serbischen Liga für OFK Belgrad und FK Radnički Niš, außerdem in Österreich für den FC Kärnten.
- Thiemo-Jérôme Kialka, Vertragsprofi beim 1. FC Köln, spielt in der 2. Bundesliga für den SSV Jahn Regensburg.
- Paul Janke, bekannt aus der RTL-Sendung Der Bachelor.

## Bekannte ehemalige Trainer
- Daniel Sager, 5 Spiele in der 2. Bundesliga mit dem FC St. Pauli. Spielte auch für den SV Waldhof Mannheim und die Stuttgarter Kickers.
- Peter Nogly, 320 Spiele (38 Tore) in der 1. Bundesliga für den Hamburger SV, 38 Spiele in der 2. Bundesliga für den FC St. Pauli (20 Spiele, 2 Tore) und Hertha BSC (18 Spiele, 2 Tore), 62 Spiele (22 Tore) in der damals zweitklassigen Regionalliga Nord für den 1. FC Phönix Lübeck, 109 Spiele (25 Tore) in der North American Soccer League für die Edmonton Drillers (53 Spiele, 17 Tore) und die Tampa Bay Rowdies (56 Spiele, 8 Tore), 4 Länderspiele für Deutschland. Sieger des Ligapokals 1973, DFB-Pokalsieger 1976, Europapokalsieger der Pokalsieger, Deutscher Meister 1979, Vize-DFB-Pokalsieger 1974, Vizeeuropameister 1976 mit Deutschland, Deutscher Vizemeister 1976 und 1980, Finalist des Europapokals der Landesmeister 1980. Als Trainer unter anderem beim VfB Lübeck, SC Victoria Hamburg und Al-Shaab.
- Bernd Hollerbach, 222 Spiele (5 Tore) in der Bundesliga für den Hamburger SV (197 Spiele, 4 Tore), FC St. Pauli (15 Spiele, 1 Tor) und den 1. FC Kaiserslautern (10 Spiele); 128 Spiele (5 Tore) in der 2. Bundesliga für den FC St. Pauli. DFB-Pokalsieger 1996 mit dem 1. FC Kaiserslautern, Ligapokalsieger 2003 mit dem Hamburger SV. Als Trainer bzw. Co-Trainer unter anderem beim VfB Lübeck, VfL Wolfsburg und dem FC Schalke 04 sowie Deutscher Meister 2009 mit dem VfL Wolfsburg.
- Uwe Erkenbrecher, 24 Spiele (1 Tor) in der 1. Bundesliga für den SV Werder Bremen; 46 Spiele (ein Tor) in der 2. Bundesliga für den KSV Baunatal (27 Spiele, ein Tor) und die SG Wattenscheid 09 (19 Spiele). Als Trainer unter anderem beim VfL Wolfsburg, FC Carl Zeiss Jena, VfB Lübeck, SpVgg Greuther Fürth, SSV Reutlingen, Türkiyemspor Berlin und Rot-Weiss Essen.
- Volker Ippig (Torwarttrainer), 65 Spiele in der 1. Bundesliga und 35 Spiele in der 2. Bundesliga für den FC St. Pauli.

## Badminton und andere Abteilungen
Seit Beginn des 21. Jahrhunderts haben die Badmintonspieler die Fußballer als erfolgreichste Abteilung des Vereins abgelöst. Die erste Mannschaft dieser Sportart spielte bis 2012 in der Bundesliga. Neben den erfolgreichen Abteilungen Badminton, Fußball und Handball bietet der Verein auch Akrobatik, Fitness, Gesundheits- und Rehasport, Inline-skating, Judo, Ju-Jutsu, Kanusport, Karate, Leichtathletik, Tanzsport, Tischtennis, Turnen und Gymnastik, Volleyball und Yoga an.
Platzierung der Badminton-Abteilung in den letzten Jahren:
| Saison  | Liga               | Ligentiefe | Mannschaftsspiele | Punkte | Spielverhältnis | Platz/von | Bemerkung                         |
| ------- | ------------------ | ---------- | ----------------- | ------ | --------------- | --------- | --------------------------------- |
| 2003/04 | 2. Bundesliga Nord | 2. Liga    | ?                 | ?      | ?               | 1/?       | Aufstieg in die 1. Bundesliga     |
| 2004/05 | 1. Bundesliga      | 1. Liga    | 14                | 1:27   | 40-92           | 8/8       | Abstieg in die 2. Bundesliga Nord |
| 2005/06 | 2. Bundesliga Nord | 2. Liga    | 14                | 16:12  | 61-51           | 3/8       |                                   |
| 2006/07 | 2. Bundesliga Nord | 2. Liga    | 14                | 24:4   | 72-40           | 1/8       | Aufstieg in die 1. Bundesliga     |
| 2007/08 | 1. Bundesliga      | 1. Liga    | 14                | 1:27   | 27-85           | 8/8       |                                   |
| 2008/09 | 1. Bundesliga      | 1. Liga    | 12                | 1:23   | 26-70           | 7/7       |                                   |
| 2009/10 | 1. Bundesliga      | 1. Liga    | 12                | 8:16   | 35-61           | 5/7       |                                   |
| 2010/11 | 1. Bundesliga      | 1. Liga    | 14                | 8:20   | 30-54           | 6/8       |                                   |
| 2011/12 | 1. Bundesliga      | 1. Liga    |                   |        |                 | 10/10*    |                                   |

- = Rückzug während der Saison.

Die heute nicht mehr existente Basketballabteilung nahm bereits 1949 an der ersten Nachkriegsmeisterschaftsrunde in Hamburg teil. Eva-Maria Westphal gilt als deutsche Pionierin im Langstreckenlauf und startete in ihrer aktiven Zeit für den VfL Hamburg. Die Handballdamen und -herren spielten in den 1950er Jahren in der Feldhandballstadtliga. Früher gab es zudem auch eine Boxsportabteilung, die eigene Kampfabende ausrichtete. Mehrere VfL-Boxer wurden in der Hamburger Auswahl eingesetzt.

## Erfolge
- Deutscher Feldhandballmeister der Frauen 1958
- Deutscher Jugendmeister 1971 im Zweier Rennkajak der männlichen A-Jugend über 6.000 Meter
- Meister der Verbandsliga Hamburg 1991, 2006
- Meister der Oberliga Hamburg/Schleswig-Holstein 1997
- Vier Finalteilnahmen im Hamburger Pokal (1989/90: 1-2 n. V. gegen den SC Victoria, 1993/94: 3-4 n. V. gegen Altona 93, 1996/97: 2-4 n. E. gegen die Amateure vom Hamburger SV und 2006/07: 0-1 gegen den SC Victoria).